# Plan-Frederiks

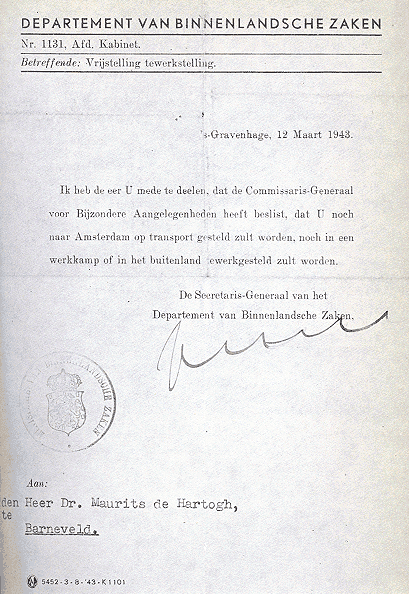
Joodse garantiebrief om niet op transport te hoeven van het ministerie binnenlandse zaken

Plan-Frederiks was een plan uit de Tweede Wereldoorlog van leidinggevenden van het Nederlandse onder de Duitse bezetter werkende bestuur om een groep in Nederland verblijvende Joden met medewerking van de Duitse bezetter te beschermen in verband met de maatschappelijke betekenis die zij voorafgaand aan de Tweede Wereldoorlog voor Nederland of Duitsland hadden. Het plan was bedacht en opgesteld door de Nederlandse secretaris-generaal K.J. Frederiks van het ministerie van Binnenlandse zaken.
Frederiks en secretaris-generaal van het departement van Opvoeding, Wetenschap en Cultuurbescherming Jan van Dam stelden een lijst op van Joden die beschermd dienden te worden tegen transport naar de concentratiekampen. Deze lijst werd in de volksmond bekend als de "Barneveldlijst" of "Barneveldgroep."
De mensen op de lijst werden geplaatst in een van de drie reserveringskampen Villa Bouchina, Huize De Biezen of Huize De Schaffelaar. Op deze manier zouden zij veilig zijn voor transport naar vernietigings- of werkkampen. Vanuit deze drie reserveringskampen werden ze via doorgangskamp Westerbork alsnog getransporteerd naar Theresienstadt. Niettemin hebben de meesten de oorlog overleefd.

## Beschrijving

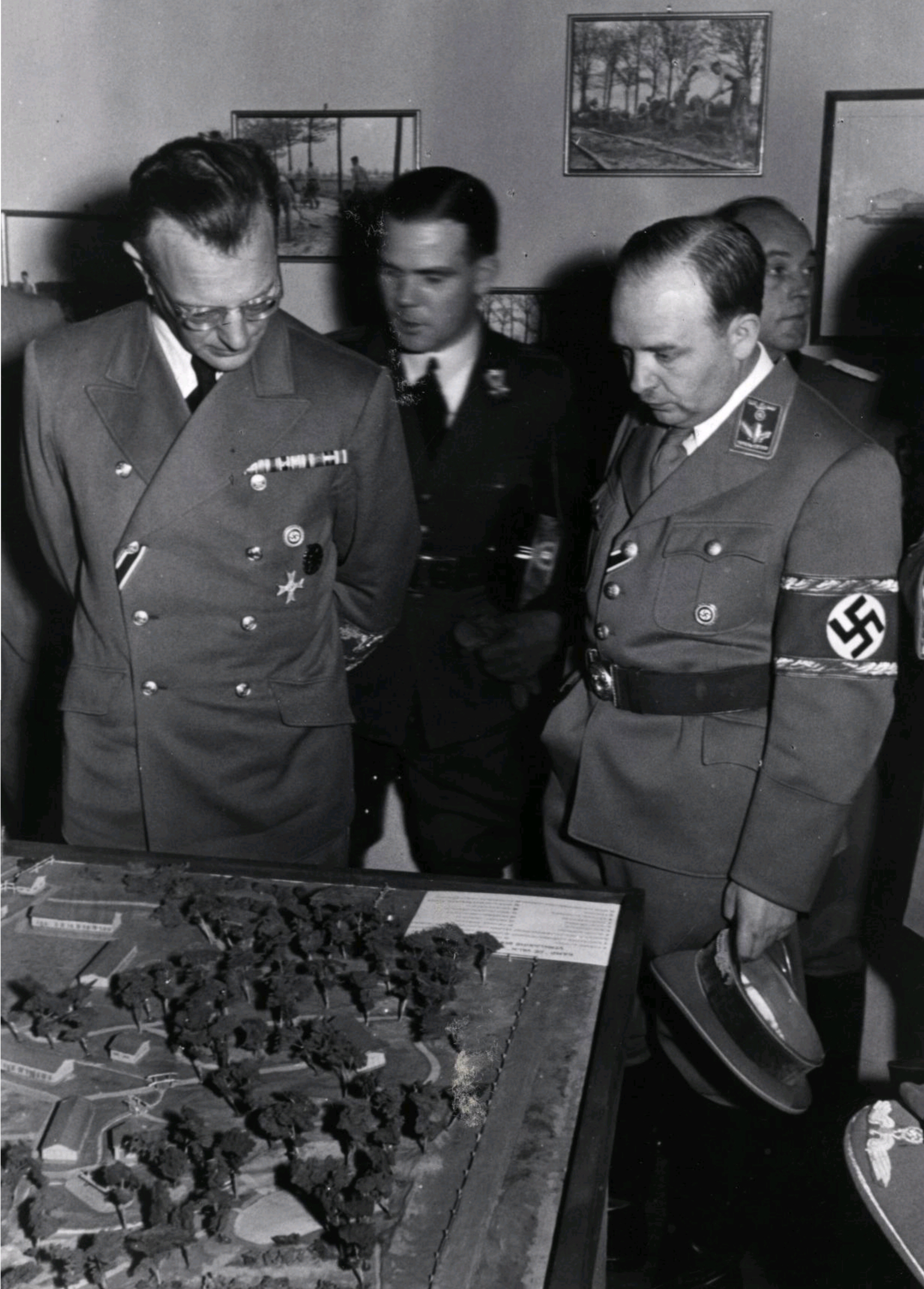
Seyss-Inquart links en Schmidt rechts

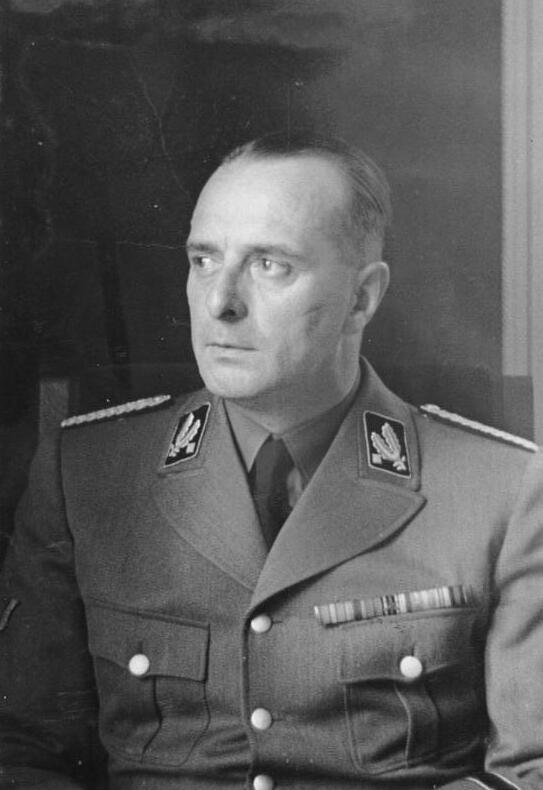
Rauter

In de loop van 1941 werd duidelijk dat men alle Joden uit Nederland wilde deporteren naar concentratiekampen. In 1942 begonnen deze deportaties daadwerkelijk onder het mom van Arbeitseinsatz.
Secretaris-generaal van het departement van Binnenlandse Zaken Karel Johannes Frederiks protesteerde plichtmatig bij Generalkommissar für das Sicherheitswesen en Höherer SS-und Polizeiführer Hanns Albin Rauter tegen anti-joodse acties. Volgens Frederiks was Rauter dat uiteindelijk zo zat dat hij te kennen gaf voortaan niet meer met hem over dit onderwerp te willen communiceren. Frederiks verhaalt dat hij toch iets voor de Joden wilde doen. Vijf van zijn Joodse vrienden hadden hem gevraagd een oplossing voor ze te zoeken. De ambtenaar begon hierop een lijst aan te leggen met Joden die beschermd dienden te worden tegen transport naar de concentratiekampen wegens allerlei verdiensten.
Met deze lijst wendde Frederiks zich in de zomer van 1942 tot Generalkommissar zur besonderen Verwendung Fritz Schmidt, de rivaal van Rauter, die om politieke redenen met het plan instemde. Volgens Frederiks kon hij Schmidt, een man - in Frederiks' woorden - met een "helder verstand", die, geboren in Westfalen, de "psyche van het Nederlandsche volk beter verstond", vaak uitspelen tegen de Oostenrijker Rauter die volgens hem "ruw en onbekwaam" was. De historicus Jacques Presser uit in zijn werk De Ondergang twijfel hierover. Hij vraagt zich af hoe Frederiks zo'n goed beeld zou hebben kunnen krijgen van de verhouding tussen Rauter en Schmidt. Schmidt zou volgens Presser zeker al in eerste instantie toestemming hebben gevraagd aan Arthur Seyss-Inquart, de Reichskommissar für die besetzten niederländischen Gebiete, maar daarover kon Presser geen documenten vinden. Verder achtte Presser het ondenkbaar dat Rauter het zou hebben gewaagd Heinrich Himmler over deze zaak niet in te lichten. Presser oppert dat de Duitsers in feite samenspanden om Frederiks "verzet te kanaliseren" door het tijdelijk sparen van een aantal Joden teneinde zich van zijn blijvende medewerking te verzekeren.
Volgens historicus De Munnick zou Frederiks in de herfst van 1941 gedreigd hebben af te treden als de deportaties doorgingen. Hoewel hij dit dreigement al na enige maanden introk, zouden de Duitsers bang zijn geweest dat Frederiks alsnog zijn ambt zou neerleggen. Andere secretarissen-generaal zouden zijn voorbeeld kunnen volgen. Omdat de gemeentepolitie en de gemeentelijke vervoersbedrijven onder Binnenlandse Zaken vielen zou onrust in het Nederlandse bestuursapparaat het verloop van de deportaties kunnen schaden. Dit zou het motief geweest zijn om met het Plan-Frederiks in te stemmen. De Munnick bevestigt dat Rauter fel tegen enige coulance was terwijl de ambitieuze Schmidt, die hoopte Reichskommissar van het toen nog militair bestuurde België te worden, ter bevordering van zijn carrière op de een of andere manier bij de Jodenvervolgingen betrokken wilde raken, wat hem gevoelig maakte voor Frederiks argumenten.
Historicus Loe de Jong stelde dat de Duitsers hadden ingestemd met het plan van Frederiks omdat zij meenden hiermee te voorkomen dat duizenden Joden zouden onderduiken. Veel Joden die immers volgens eigen redenering kans zouden maken op een plek in een van de Nederlandse reserveringskampen, zouden hun plek daar opeisen en in hun eigen huis wachten op resultaat, in plaats van dat zij zich zouden verbergen.
Het was slechts een klein percentage van het aantal personen dat volgens het bestek van Frederiks kans zou maken in zijn lijst te worden opgenomen, dat ook daadwerkelijk in een reserveringskamp belandde. Onder anderen de familie van Anne Frank zou een plek hebben kunnen opeisen, omdat Otto Frank in de Eerste Wereldoorlog voor Duitsland had gevochten.

## Lijst van Frederiks en Van Dam

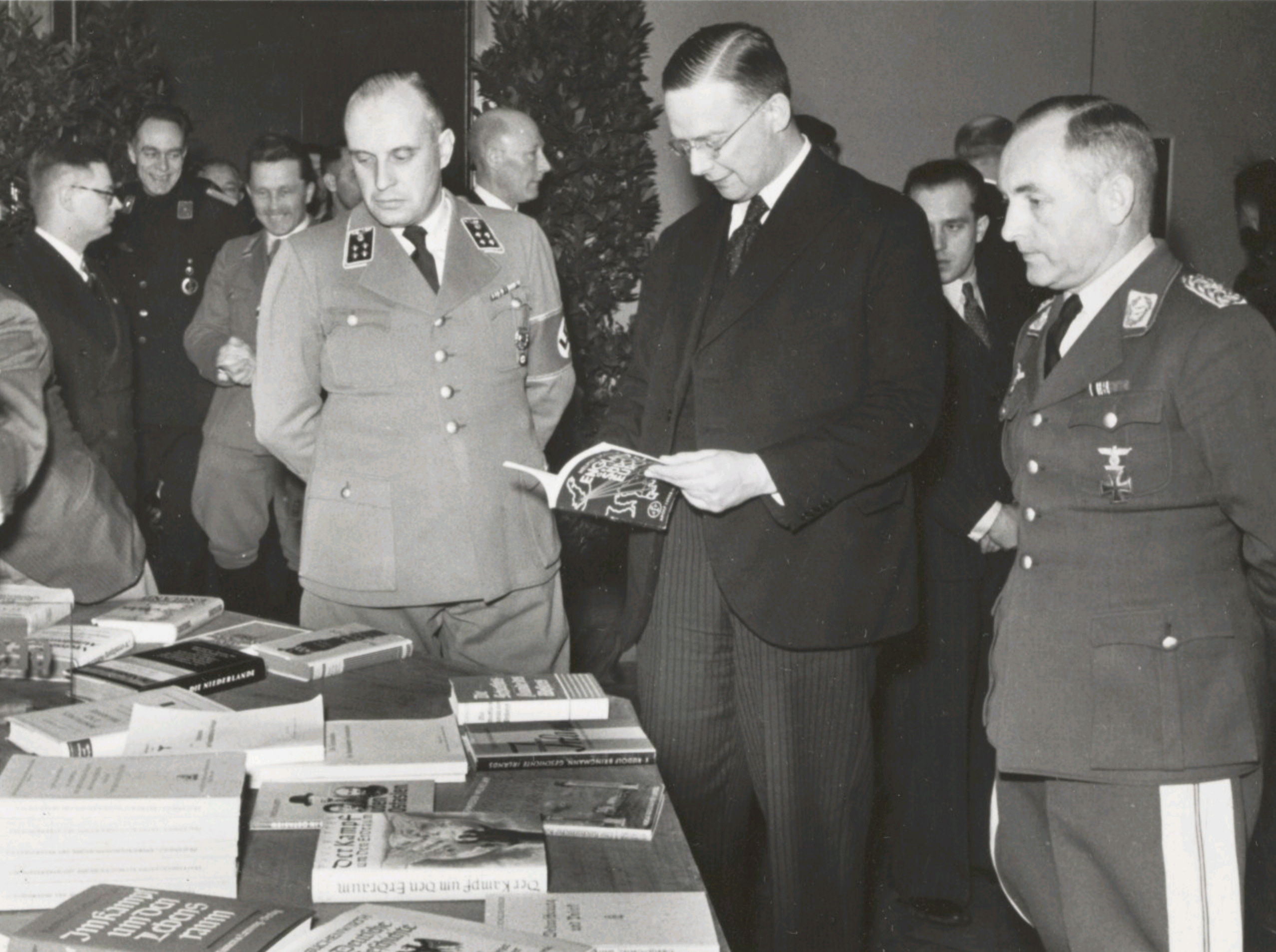
Van Dam in 1941 bij de opening van een tentoonstelling over Duitse literatuur

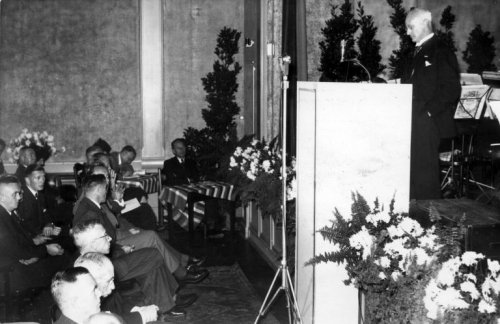
Frederiks in 1941 bij de openingsbijeenkomst van de winterhulpactie

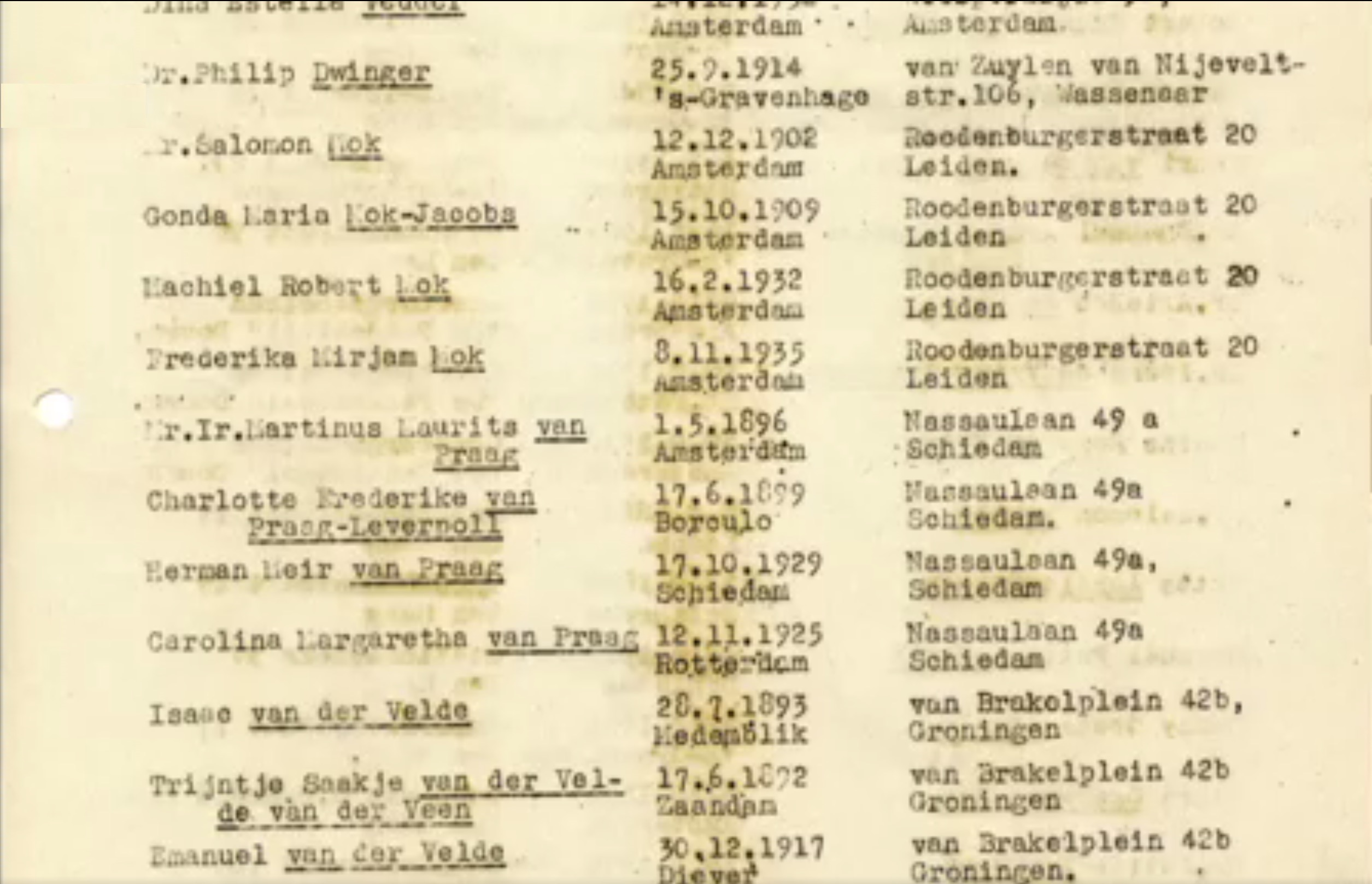
Fragment van de lijsten

De lijst van Frederiks bevatte op het moment dat hij toestemming vroeg vijf namen. Frederiks verzocht ook de secretaris-generaal van het departement van Opvoeding, Wetenschap en Cultuurbescherming Jan van Dam om een lijst op te stellen. Van Dam, een bekend germanist, was Deutschfreundlich, en wilde de "joodse" invloed in het Nederlandse onderwijs, dat hem te intellectualistisch was, terugbrengen. Pas hierna verkregen Frederiks en Van Dam officieel toestemming van Seyss-Inquart.
De lijst van Van Dam werd steeds uitgebreider. De mensen die op de lijsten van Frederiks en Van Dam terechtkwamen, hadden hun plek op verschillende manieren verkregen. Aanvankelijk waren het voornamelijk de namen van Joodse vrienden van de secretarissen-generaal die de lijsten vulden. Frederiks stelt dat hem het verwijt gemaakt is dat hij geen selectie uitoefende en zo "onbelangrijke" mensen op de lijst zette. Hij geeft toe dat hij in het begin Joden die hij toevallig kende van zijn ministerie toevoegde. Al snel echter zou er toch een zekere selectie toegepast zijn doordat hooggeplaatste Nederlanders, "oud-Ministers, leden van de Staten-Generaal, oud-gouverneurs-generaal, oud-opperofficieren, professoren e.a.", Joden bij hem voorstelden. Hij zou ook de jeugd voorrang gegeven hebben boven bejaarden, vooral jonge meisjes gezien de "onzekerheid welk lot haar in Duitschland of Polen te wachten stond". Volgens De Munnick was het hoofdcriterium het zijn van "verdienstelijk Joods Nederlander". Onder de personen bevonden zich "juristen, musici (onder andere uit het Concertgebouworkest), hoogleraren, onderwijzers, doktoren en enkele hoge militairen". Dirigent Willem Mengelberg had er voor gezorgd dat enkele musici van het concertgebouworkest op de lijst terechtkwamen. Maar er waren ook mensen bij zonder bijzondere verdienste, die door hun contacten of door toeval op de lijst kwamen. In het algemeen kon de groep getypeerd worden als hogere middenklasse. Er was niemand onder hen van het joodse proletariaat. Er hoefde geen geld betaald te worden om geselecteerd te worden.
Onbedoeld werd er steeds meer ruchtbaarheid aan het Plan-Frederiks gegeven, met als gevolg dat Frederiks en Van Dam honderden smeekbeden van wanhopige Joden ontvingen. De Duitsers stelden limieten aan het aantal. In januari 1943 kreeg Frederiks van Schmidt toestemming de lijst tot driehonderd mensen uit te breiden. Later werd een limiet gesteld van vijfhonderd en uiteindelijk zevenhonderd. Tot dezen behoorden Ralph Prins, Abel Herzberg, Tinus Tels, Robbert van den Bergh, Jacob Heimans, Hans Franco Mendes, Eduard Meijers, Emanuel Moresco, Rosa Spier, Mathilde Cohen Tervaert-Israëls, Heleen Pimentel en Stella Simons. De selectie betekende ook dat mensen afgewezen werden, zoals Heintje Davids en haar familie.
De mensen die in 1942 op de lijst terecht kwamen, bleven eerst gewoon thuis wonen. De lijst fungeerde als een "vrijstelling tewerkstelling". Het bleek al snel dat de SS zich weinig aantrok van de lijst. Van Joodse zijde werd er bij Frederiks op aangedrongen de beschermde status door middel van een toonbaar document te bevestigen. De personen op de lijst kregen een getypte verklaring toegezonden met de tekst "Ik heb de eer U mede te deelen, dat de Commissaris-Generaal voor Bijzondere Aangelegenheden heeft beslist, dat U noch naar Amsterdam op transport gesteld zult worden, noch in een werkkamp of in het buitenland tewerkgesteld zult worden". De "Commissaris-Generaal voor Bijzondere Aangelegenheden" was Schmidt. De verklaring was ondertekend door Frederiks of Van Dam.
In de loop van 1942 begon deze praktijk steeds meer te wringen met het gegeven dat er in Nederland buiten Amsterdam of de kampen nauwelijks meer Joden te vinden waren. Eind 1942 werden enkele mensen op de lijst ondanks hun vrijstelling tijdens een razzia opgepakt en naar Westerbork gestuurd. Het leek Frederiks het beste de mensen op de lijst op één locatie bijeen te brengen. Schmidt gaf daar nog in 1942 toestemming voor.

## Joodse tehuizen in Barneveld
Frederiks besloot dat een groep geselecteerde Joden in een tehuis in Gelderland geïnterneerd zouden kunnen worden voor bescherming. Hij stelde tegenover Schmidt als eis dat de burgemeester van de gekozen gemeente "van den ouden stempel" zou zijn, dat wil zeggen: geen NSB'er. Frederiks zocht de locatie Landgoed Schaffelaar in Barneveld zelf uit. Bekend is dat zich van de lijsten op 2 augustus 1943 640 personen in Barneveld bevonden.

### Joods Tehuis De Schaffelaar

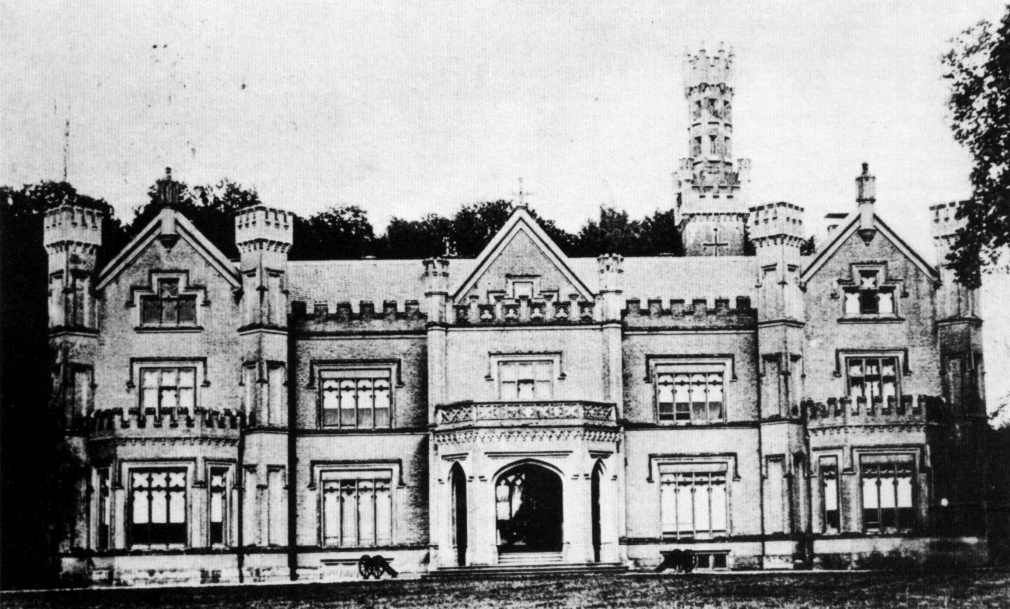
De Schaffelaar eind 19e eeuw

In december 1942 betrokken de leden Landgoed Schaffelaar. Joods Tehuis Barneveld stond onder leiding van een Nederlandse commandant, een oud-legerofficier die een zestal zogenaamde controleurs in dienst had die tegelijkertijd als bewakers fungeerden. Bij aankomst moesten de Joden al hun contant geld inleveren. Alle kosten, evenals het zakgeld voor de bewoners van vijf tot tien gulden per maand, werden hieruit betaald. Vanaf eind december 1942 tot begin mei 1943 werd 58.000 gulden ingeleverd. Toen dit in mei op was, werden de overige kosten geput uit het vermogen van de bank Lippmann-Rosenthal, dat uit door de Duitse bezettingsmacht ontvreemd geld van Amsterdamse Joden bestond. De Barneveldgroep bestond toen uit bijna 540 leden.

### Joods Tehuis De Biezen
Later werd een grotere opnamecapaciteit nodig en werd een dependance nodig. Die vond men in het nabijgelegen Huize De Biezen dat echter net over de gemeentegrens in Ede lag. Omdat de burgemeester van Ede, de NSB'er Theodorus Christiaan van Dierendonck, zeer antisemitisch was, werd de grens tussen Barneveld en Ede door Frederiks, die daartoe als secretaris-generaal van Binnenlandse Zaken de discretionaire bevoegdheid had op grond van Verordening 79/1940, zodanig verlegd dat ook Huize De Biezen in Barneveld kwam te liggen. De burgemeester van Barneveld was op dat moment de progressievere Joachim Westrik.
Door de groep van de Schaffelaar werd wat neergekeken op de Biezen. In een artikel in tijdschrift De Groene Amsterdammer van 13 mei 1998 beschreef een voormalig lid van de Barneveldgroep de verhoudingen tussen De Schaffelaar en De Biezen als volgt:
De elite in het kasteel keek vol afschuw naar De Biezen. Zij voelden zich de beste Barnevelders. Ik geloof dat men zich kleedde voor het diner en zich uitdoste voor de huisconcerten alsof men in Den Haag naar een concert ging. Je had mensen in De Schaffelaar die verdrietig waren vanwege hun centrale verwarming of hun privébadkamer en die zich tekort gedaan voelden. Er schijnen ook mensen naar Frederiks te hebben geschreven over de ontberingen die ze leden. Zevenhonderd mensen zijn zevenhonderd karakters. Er waren aardige mensen en vervelende mensen. De aardige waren ver in de meerderheid.

### Dagelijks leven
De Barneveldgroep had het op zich bepaald niet slecht. Zo kwam het voor dat de Joodse leden van het Concertgebouworkest, die ook in Barneveld geïnterneerd waren, een huiskamerconcert gaven. Een enkele keer werd de chef-dirigent van het Concertgebouworkest, Willem Mengelberg, hier zelfs voor uitgenodigd. Ook op andere manieren werden producten van luxe in een van de Barneveldse panden geconsumeerd. In De Groene Amsterdammer vertelt een van de voormalige geïnterneerden echter:
Iedereen die zegt: "Ik was er zo gelukkig" is kortzichtig en dom. Je was door de moffen geïnterneerd en het was beangstigend en bedreigend. Een gevangenis met een roze randje is ook een gevangenis. Je leefde in doodsangst voor familieleden en vrienden en op termijn voor jezelf.
Het gebeurde dan ook een aantal maal dat een klein groepje geïnterneerden zich bedreigd voelde en uit Barneveld vluchtte.
In de herfst van 1943 (net na de dood van beschermheer Fritz Schmidt) werd besloten dat de Barnevelders naar Westerbork verplaatst zouden worden. Op 29 september werden ze naar Kamp Westerbork getransporteerd. 22 Joden wisten op dat moment te ontsnappen, waaronder de drie kinderen van schrijver Abel Herzberg.

### Westerbork
De groep - op dat moment bestaande uit bijna 600 personen - werd ondergebracht in barak 85 op Kamp Westerbork. Ze waren daar vrijgesteld van transport naar een vernietigingskamp. Oud-gevangene en journalist Philip Mechanicus schreef over de aankomst van de Barnevelders in zijn dagboek:
De Barnevelders, de nobelen, die door hun aartsvijanden op een gouden schaaltje waren gezet en die zich in de zoete droom wiegden dat hun niet zo gauw iets gebeuren kon, waren met één slag tot dezelfde paupers verlaagd als het profanum vulgus, dat geen bijzondere verdiensten kon doen gelden en rechtstreeks uit zijn huizen was gesleurd en in de modder gestoten.
Van Westerbork werden zij als een van de laatste groep op 4 september 1944 per trein gedeporteerd naar Theresienstadt: een 'voorbeeldkamp' voor prominente Joden. Een ander deel van de groep kwam terecht in Bergen-Belsen, waar de meesten de oorlog overleefden.

### Theresienstadt
In Theresiënstadt kwam de groep op 6 september 1944 aan. Ze kregen speciale eigen barakken. Toen vlak voor het einde van de Tweede Wereldoorlog een transport naar Auschwitz werd aangekondigd, werden de bevoorrechte Joden ook daarvan vrijgesteld.

## Villa Bouchina
In Villa Bouchina zaten tussen 27 februari en 21 april 1943 negen Joden van de lijst-Doetinchem. Villa Bouchina was een voormalige pastorie die werd ingericht voor Joden die voor 10 mei 1940 lid van de NSB zouden zijn geweest. Van de mensen op deze zogenoemde Doetinchem-lijst zouden uiteindelijk negen personen van de mogelijkheid gebruik maken.
Illustrator Jo Spier, persoonlijk bevriend met Anton Mussert, was met zijn gezin (vrouw en drie kinderen) in Bouchina vertegenwoordigd. Er zat een vrouw (Kaatje van Lunenburg-Groen) wier man aan het oostfront vocht. Drie personen zouden de Tweede Wereldoorlog niet overleven. Zij werden vermoord in Auschwitz en elders in Midden Europa.
Villa Bouchina werd niet bewaakt, maar Dirk Spanjaard sr. had als adjunct-directeur de taak er een oogje in het zeil te houden. Aanvankelijk was het de bewoners toegestaan om 's middags, tussen twee en vijf uur, het pand te verlaten. Na enige tijd werd die bewegingsvrijheid ingetrokken en mochten zij het pand niet meer verlaten.
Villa Bouchina werd onderhouden door een conciërge, er werd aanvankelijk gekookt door een kok. Al snel werd hij teruggehaald naar Barneveld en nam mevrouw Spier het koken voor haar rekening. De kinderen van Jo Spier kregen er onderwijs van twee vanwege hun Jood-zijn van het gemeentelijk lyceum ontslagen onderwijzers (Matja Groonheim-Stad en J. van Cauveren). Adjunct-directeur Spanjaard verklaarde in zijn aantekeningen over de toestand in Villa Bouchina:
"De omgang onder elkaar en met de leiding is goed. Het huis heeft echter meer van een onvriendelijke kazerne dan van een gezellig tehuis. Houten kribben op de slaapkamers, elk voor twee personen met een tusschenschot en dan twee van die monsters op elkaar. De benedenruimte, een suite met een zij- en een achterserre zijn bedoeld als recreatiegelegenheid, tevens eetkamer. Hier ontbreekt echter elk idee van gezelligheid, kleine langwerpige houten tafels, houten eenvoudige stoelen, geen enkel comfort, het is wat men noemt behelpen tot en met".

### Theresienstadt
De Mussert-Joden uit Villa Bouchina waren ook in Theresienstadt afgezonderd van de Barneveld-Joden. Vooral de rol van Jo Spier viel op: terwijl anderen tekeningen maakten van magere, terneergeslagen gestalten, tekende Spier gezellige koffiehuisjes met lachende mensen. Volgens velen werd Spier gebruikt voor propagandadoeleinden. Hij werkte onder anderen als assistent director en acteur mee aan de film Theresienstadt: Ein Dokumentarfilm aus dem jüdischen Siedlungsgebiet. Bovendien, zo schreef George E. Berkley in het boek Hitler's Gift:
De nazi's gebruikten hem om later aangekomen Nederlanders te verwelkomen. Goed gekleed en gezond ogend, sprak hij de nieuwkomers monter toe, waarbij hij stembuigingen en uitdrukkingen gebruikte die maakten dat hij zelf bijna als een nazi klonk.
Spier zelf verklaarde later dat hij dat onder druk van de Duitsers deed. Spiers familie kreeg tot slot een eigen huisje, Werkstatte Q 209, met één woon-/slaapkamer, een halletje en een badkamer. Dit huisje had de familie Spier mogelijk te danken aan Jo's functie als Werkstattleiter van de Kunstgewerbe.

## Na de oorlog

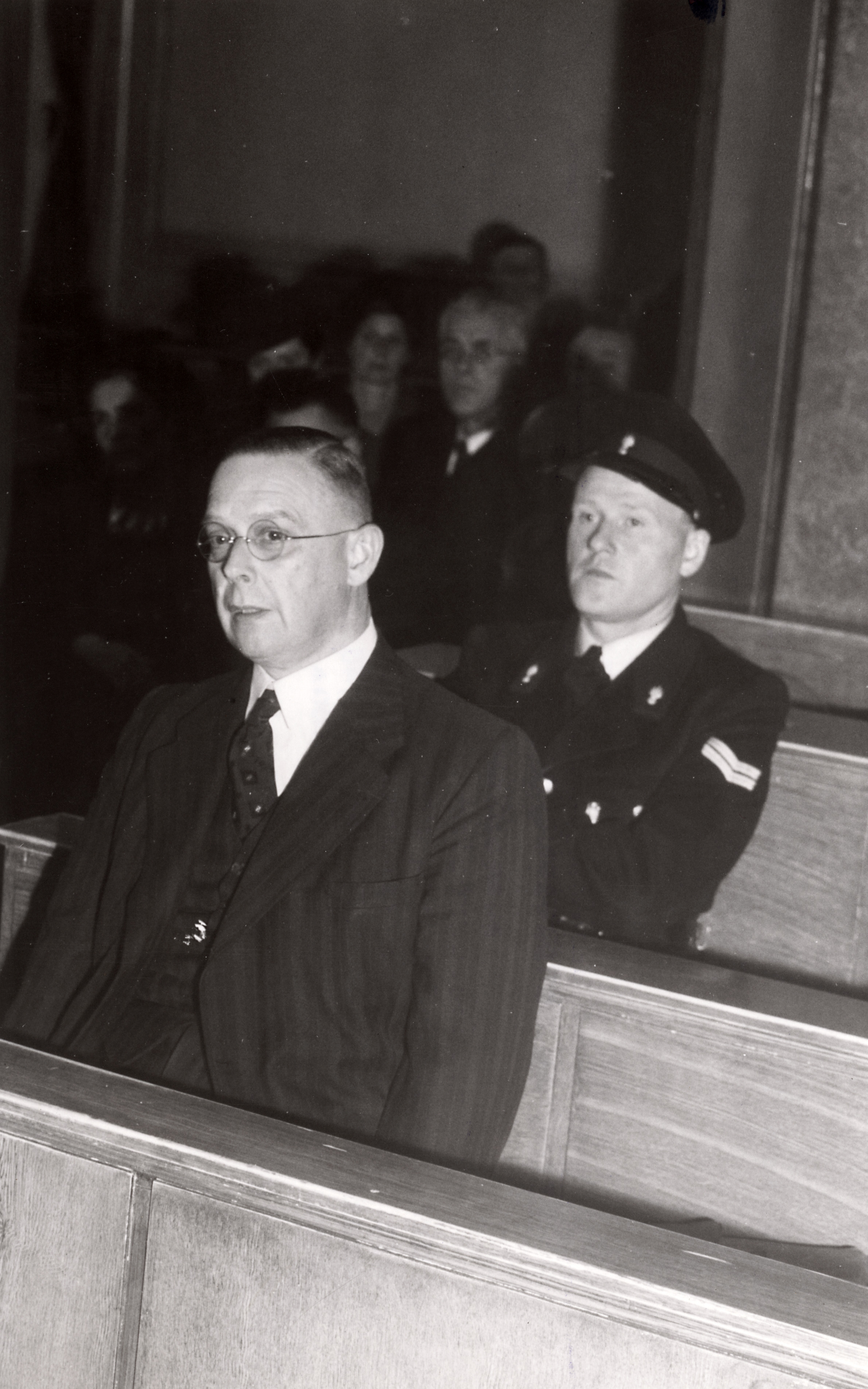
Van Dam in de beklaagdenbank na de oorlog

Het grootste deel van de Joden van de lijsten van Frederiks en Van Dam hebben de oorlog overleefd. Onder velen van hen overheerste een schuldgevoel vanwege hun bevoorrechte positie. Van Dam is na de oorlog veroordeeld wegens hulpverlening aan de vijand. Frederiks kreeg eervol ontslag.
Direct na de oorlog schreef Frederiks een boekje, Op de bres 1940 — 1944, waarmee hij zijn optreden tijdens de oorlog poogde te rechtvaardigen, als een van de hoogste leidinggevenden van het Nederlandse ambtelijke bestuur dat door de Duitse bezetter voor diens doeleinden gehandhaafd werd. Hij wilde zich vooral verdedigen tegen de aantijging van collaboratie. In aparte hoofdstukken werden de meest pregnante onderwerpen aan de orde gesteld. Het hoofdstuk "Het Joodsche Vraagstuk" ging grotendeels over het Plan-Frederiks.
De historicus Jacques Presser kon over deze zaak weinig Haagse bescheiden vinden en interviewde daarom begin jaren vijftig een aantal van de betrokken Joden persoonlijk wat resulteerde in een apart hoofdstukje in Deel I van zijn Ondergang. In 1988 en 1989 interviewde Boris de Munnick overlevenden voor zijn doctoraalscriptie, die in 1991 als boek werd uitgegeven in de Schaffelaarreeks en ook de basis vormde voor een geschiedkundig artikel in 1990.